# Marta Litinska
Marta Litinska ou Litinskaya, anciennement Litinskaya-Schul, née Marta Schul est une joueuse d'échecs soviétique puis ukrainienne née le 23 mars 1949 à Lviv. Championne d'URSS féminine en 1972 et championne d'Ukraine féminine en 1967, 1977 et 1995, elle a obtenu le titre de grand maître international féminin en 1976. Elle fut championne du monde sénior en 2002.

## Championnats du monde féminins
En 1973, sous son nom Marta Schul, elle finit deuxième ex æquo du tournoi interzonal féminin de Minorque, ce qui la qualifiait pour le tournoi des candidates de 1974 où elle fut éliminée par Nana Alexandria.
En 1976, elle finit quatrième du tournoi interzonal féminin de Tbilissi, ce qui l'éliminait du cycle du championnat du monde féminin.
En 1979, sa quatrième place au tournoi interzonal d'Alicante la qualifiait pour le tournoi des candidates. En quart de finale du tournoi des candidates de 1980, elle battit l'Allemande Gisela Fischdick, avant d'être éliminée en demi-finale par Nana Alexandria.
En 1982, elle finit sixième du tournoi interzonal féminin de Bad Kissingen, ce qui l'éliminait du cycle des candidates.
En 1985, elle remporta le tournoi interzonal de Jeleznovodsk avec 11 points sur 15 devant la Chinoise Wu Mingqian. Lors du tournoi des candidates de 1986 qui était un tournoi à deux tours avec huit joueuses, elle termina à la troisième place avec 8 points sur 14.
En 1987, elle remporta à nouveau de tournoi interzonal et finit troisième ex æquo du tournoi des candidates de 1988.
En 1990, elle finit septième du tournoi interzonal de Genting Highlands en Malaisie.
En 1991, elle termina huitième ex æquo du tournoi interzonal de Subotica.

## Compétitions par équipe
Elle a représenté l'URSS lors de l'olympiade d'échecs de 1988 féminine remportant la médaille d'argent par équipe et médaille d'argent individuelle à l'échiquier de réserve avec une marque de 9,5 points sur 12.
Avec l'Ukraine, elle a disputé trois olympiades féminines (en 1992, 1994 et 1996) au deuxième échiquier remportant la médaille d'argent par équipe en 1992. Elle remporta le premier championnat d'Europe par équipe féminine en 1992 (elle jouait au deuxième échiquier).